# Ellipteroides thiasodes
Ellipteroides thiasodes är en tvåvingeart som först beskrevs av Alexander 1958.  Ellipteroides thiasodes ingår i släktet Ellipteroides och familjen småharkrankar.
Artens utbredningsområde är Sri Lanka. Inga underarter finns listade i Catalogue of Life.